# Сластухинское муниципальное образование
Сластухинское муниципальное образование — сельское поселение в Екатериновском районе Саратовской области Российской Федерации.
Административный центр — село Сластуха.

## История
Статус и границы сельского поселения установлены Законом Саратовской области от 27 декабря 2004 года № 83-ЗСО «О муниципальных образованиях, входящих в состав Екатериновского муниципального района».

## Население
| 2010  | 2011  | 2012  | 2013  | 2014  | 2015  | 2016  |
| ----- | ----- | ----- | ----- | ----- | ----- | ----- |
| 650   | ↘648  | ↗662  | ↗667  | ↗1359 | ↘1358 | ↗1376 |
| 2017  | 2018  | 2019  | 2020  | 2021  |       |       |
| ↘1367 | ↘1354 | ↘1319 | ↗1322 | ↘1269 |       |       |

## Состав сельского поселения
| № | Населённый пункт | Тип населённого пункта       | Население |
| - | ---------------- | ---------------------------- | --------- |
| 1 | Афросимовка      | деревня                      | 2         |
| 2 | Вязовка          | село                         | ↘574      |
| 3 | Еткара           | деревня                      | 14        |
| 4 | Качеевка         | село                         | 0         |
| 5 | Свищевка         | деревня                      | 57        |
| 6 | Сластуха         | село, административный центр | ↘650      |
| 7 | Юматовка         | деревня                      | ↘88       |